# Henri Drell
Henri Drell, né le 25 avril 2000 à Tallinn en Estonie, est un joueur estonien de basket-ball. Il évolue au poste d'ailier et mesure 2,02 m.

## Biographie

### Carrière professionnelle

#### Chorale de Roanne
Le 9 avril 2023, il signe comme pigiste médical avec la Chorale de Roanne en première division française.

#### Bulls de Chicago
En décembre 2023, il signe un contrat two-way avec les Bulls de Chicago.

### Équipe nationale
Henri Drell participe au Championnat d'Europe 2022 avec l'Estonie où il tourne à 8,6 points, 5 rebonds et 1,8 passes décisives par match.

## Palmarès et distinctions individuelles
- Meilleur attaquant de la Coupe d'Italie (2021)